# Paroico
Paroico es el término que, en el periodo helenístico y romano, reemplazó a la palabra meteco para indicar los residentes extranjeros de la polis. Paroico es la transliteración del griego πάροικοι, que significa vecinos (en singular πάροικος, «vecino»), término cuya huella también se encuentra en la etimología de la palabra parroquia. En Asia Menor, las mismas figuras fueron designadas con el término catoico (κᾰᾰᾰοικοι; singular: κᾰᾰτοικος).
Posteriormente, en el contexto del sistema de pronoia vigente dentro del Imperio bizantino, el término paroico pasó a designar a los llamados campesinos dependientes a quienes, sin propiedad de la tierra, el Estado, o un señor, mediante el arrendamiento, encomendó la tramitación de su propiedad a cambio de beneficios, impuestos y servicios.

## Características
Originalmente, en el siglo IV, el término significaba solo un empleado que proporcionaba mano de obra. Posteriormente identificó a los campesinos de las tierras de propiedad directa del Estado (en griego: δηνοσιακοὶ πάροικοο, demosiakoi paroikoi) o los de los territorios cedidos por el Estado a un señor (en griego: πάροικοι). Este último sistema, según el cual la tierra se confiaba en administración temporal a poderosos a cambio de los servicios recibidos, se denominaba pronoia y tenía una duración definida, generalmente vitalicia, sin posibilidad de enajenación del derecho o transmisión a los herederos (al menos hasta 1079). En la situación jurídica sancionada por la pronoia, los paroicos debían pagar impuestos a los pronoiarios y ya no al estado. La condición de los campesinos era esencialmente similar en ambos casos: la dependencia de un particular podía ser una condición mejor o peor, dependiendo de las condiciones individuales del señor. Por tanto, también podrían existir diferencias similares entre campesinos dependientes de diferentes señores.
Los paroicos se dividieron en varias categorías (zeugaratoi, voidatoi, aktèmônes o pèzoi) según su riqueza y, por lo tanto, la carga fiscal que podían soportar.

### Diferencias con los siervos
Este sistema a veces se compara con el feudalismo de la Edad Media, aunque hay diferencias obvias: el señor adoptivo actúa en relación con el fuerte sistema de soberanía estatal del Imperio bizantino, ante el cual el diferente estatus jurídico, sin embargo, actúa como un contrapeso, de tipo contractual, en el que se basan las relaciones entre soberano y vasallo del feudalismo occidental. La relación entre paroicos y custodios poderosos también es diferente, no comparable a la servidumbre, carece, en particular, del juramento de lealtad. Además, el estatus de los paroicos, al menos hasta 1079, no era hereditario.

### Función de los paroicos en el ejército bizantino
La pronoia tuvo un desarrollo particular bajo la dinastía de los Comnenos, cuando la institución adquirió un carácter militar que obligaba al cesionario de las tierras a pagar en 'servicio personal al ejército bizantino.  Este sistema de reclutamiento se vio agravado por el reclutamiento de tropas mercenarias extranjeras, contribuyendo a garantizar la columna vertebral del poder militar bizantino. A menudo se cree que el señor, además de las obligaciones personales, estaba obligado a garantizar el reclutamiento de un cierto número de soldados, dependiendo del valor de los bienes recibidos. Georg Ostrogorsky, por ejemplo, dedujo que se requería que los paroicos siguieran a su señor (quizás incluso bajo órdenes directas, en una especie de «ejército privado») en campañas militares en las que se requería que sirviera a favor del imperio. En función de esta obligación, se mitigaría la carga fiscal sobre los paroicos. Sin embargo, ambas deducciones, basadas en documentación indirecta, podrían tener una base débil. Esto podría dejar lugar a la hipótesis de una clasificación genérica de paroicos en la infantería imperial, desconectada de la obligación del señor de garantizar la conscripción de sus campesinos dependientes.